# Chuck Plotkin
Chuck Plotkin (Los Ángeles, 8 de septiembre de 1942) es un productor musical e ingeniero de sonido estadounidense, conocido por su trabajo con Bruce Springsteen y Bob Dylan. 
Plotkin ha grabado, producido y masterizado trabajos de Springsteen, Dylan y otros artistas como The Floating House Band desde 1972. Poco antes de iniciar su largo vínculo con Springsteen desde la mezcla de Darkness on the Edge of Town, Plotkin produjo el álbum Cocaine Drain de The Cowsills. Desde entonces, su nombre está vinculado a la producción de la mayoría de los trabajos discográficos de Springsteen. Entre ellos, y según el biógrafo Dave Marsh, uno de los mayores logros de Plotkin fue la masterización del álbum Nebraska. Springsteen grabó el álbum en casetes a modo de demos. Según Marsh, la transformación del sonido rudo y sin procesar de las cintas a uno más profesional en el LP fue un importante logro técnico. 
Además de su trabajo en el campo musical, Plotkin ha trabajado también como productor de películas como Mirage, Dead Man Walking, Vietnam, Long Time Coming, Philadelphia y Jerry Maguire. También aparece en el documental de 1996 Blood Brothers, que documenta las sesiones de grabación de Springsteen con la E Street Band durante una breve reunión del grupo en 1995.